# Institutsgebäude Mainzer Gasse 33
Das Institutsgebäude Mainzer Gasse 33 in Marburg beherbergt seit 1957 verschiedene Einrichtungen der Philipps-Universität Marburg. Es handelt sich um eine Jugendstilvilla aus dem Jahr 1914, die ursprünglich dem Physiker und Universitätsprofessor Franz Richarz gehörte. Die Villa wurde 1957 von der Universität Marburg erworben und für Institutszwecke ausgebaut.

## Geschichte und Architektur
Am 22. März 1957 erwarb die Universität Marburg das Grundstück in der Mainzer Gasse 33, das eine Größe von 4525 m² hatte. Das Grundstück beinhaltete die als Haus Richarz bezeichnete Jugendstilvilla mit einer Nutzfläche von 658 m², die ursprünglich dem Direktor des Physikalischen Instituts, Professor Franz Richarz, gehörte. Das Gebäude wurde für die Nutzung von Instituten der Universität umgebaut, und hier fanden unter anderem die Physikalischen Kurse für Lehramtskandidaten statt.
Zwischen 1955 und 1960 wurde das gesamte Gelände weiter ausgebaut. Auf dem Grundstück wurden eine Hochspannungsbeschleunigungsanlage sowie der Laborbau I errichtet, ein zweigeschossiger Baukörper im rückwärtigen Gartengelände. Zudem wurden eine Werkstatthalle und ein Materiallager zwischen dem Hauptgebäude und der Stützmauer angelegt.
Im Jahr 1957 erwarb die Universität zudem das Grundstück der ehemaligen Forstmeisterei, wodurch das Gelände für künftige Neubauten erweitert wurde. Nach dem Abbruch der alten Forstgebäude konnte der Neubau für das Institut für Angewandte Physik im Mai 1958 beginnen und wurde Ende 1960 fertiggestellt. Von den ehemaligen Forstgebäuden ist heute nur noch das Wirtschaftsgebäude von 1885 erhalten, das sich an der nördlichen Grenze des Grundstücks befindet.

## Nutzung
Seit der Übernahme durch die Universität Marburg wird das Gebäude für wissenschaftliche Zwecke genutzt. Der Ausbau des Geländes hat es ermöglicht, diverse physikalische Einrichtungen unterzubringen.
Heute befinden sich unter anderem das Dekanat des Fachbereichs Physik und die AG Ultraschnelle Quantendynamik im Gebäude.

## Denkmalschutz
Die Jugendstilvilla ist aufgrund ihrer historischen Bedeutung und ihrer Rolle in der Entwicklung der Universität Marburg als Kulturdenkmal eingestuft.